# Tyne Gap

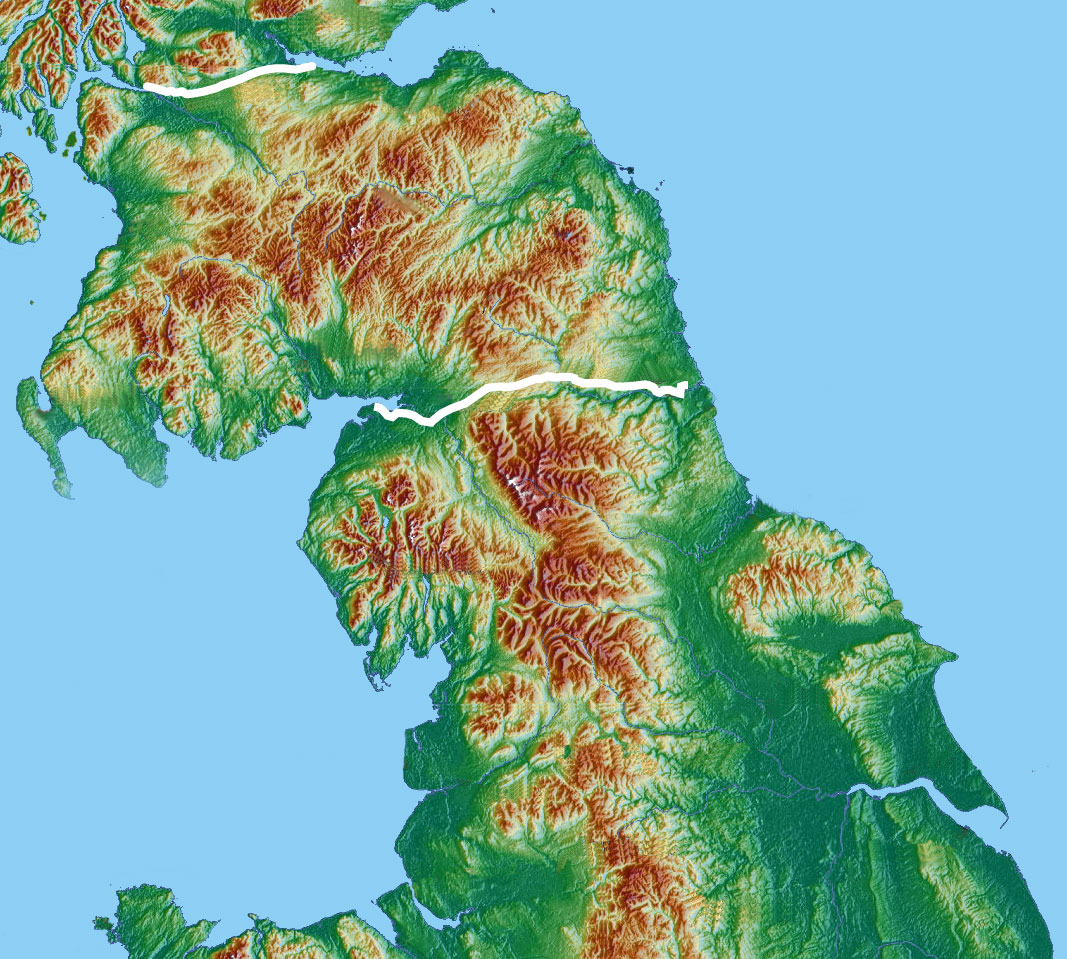
Carte topographique du centre de la Grande-Bretagne avec le tracé de deux limes romains : le mur d'Antonin au nord soulignant les Central Lowlands et le mur d'Hadrien au sud soulignant le Tyne Gap.

Le Tyne Gap est un seuil du Royaume-Uni situé dans le nord de l'Angleterre, entre les Pennines au sud et les monts Cheviot au nord. Il constitue également un isthme entre le bassin versant de la Tyne, qui lui a donné son nom, à l'est et le Solway Firth à l'ouest.
Le point le plus bas du seuil sur la ligne de crête se trouve à Gilsland. Le Tyne Gap est un axe de transport privilégié entre les deux côtes de cette partie de l'Angleterre, il est notamment traversé par la route A69 et le chemin de fer de la Tyne Valley Line. Durant l'Antiquité, les Romains, tirant partie de la géographie locale, ont édifié le mur d'Hadrien à travers le Tyne Gap pour marquer la frontière avec les peuples non intégrés à Rome au nord.